# Psychoda notata
Psychoda notata är en tvåvingeart som först beskrevs av Blanchard 1852.  Psychoda notata ingår i släktet Psychoda och familjen fjärilsmyggor. Inga underarter finns listade i Catalogue of Life.